# Earl Watson (baloncestista de 1990)
Earl Watson (nacido en Fort Pierce, Florida, 14 de septiembre de 1990) es un jugador de baloncesto profesional de nacionalidad estadounidense. Tiene una altura de 2,01 metros y actualmente juega para Atenas de la Liga Nacional de Básquet de Argentina.

## Trayectoria deportiva
Es un pívot formado a caballo entre en el prestigioso Junior College de Chipola (2012-2014) y Rhode Island Rams (2014-2016). Tras no ser drafteado en 2016, comenzaría su trayectoria profesional en Grecia en las filas del Kolossos Rodou BC, promediando 5.2  puntos y 2.7 rebotes en casi 13 minutos por partido.
La temporada 2017-18 la comenzaría en Uruguay en las filas del Capitol de la 2ª división uruguaya. Más tarde, se marcharía a Rumanía para jugar en el SCM CSU Craiova y la acabaría en Marruecos en las filas del IRT Tanger.
En agosto de 2018, llega a España para jugar en las filas del Club Ourense Baloncesto de la liga LEB Oro durante la temporada 2018-19. El pívot disputó un total de 32 encuentros entre la liga regular y la fase de ascenso. Watson promedió 9’1 puntos, 5’7 rebotes, 1’9 mates y 2’9 faltas recibidas por encuentro para acabar con 13 de valoración de media en los 19 minutos y 42 segundos que estuvo sobre el parqué. Además, el estadounidense firmó un 59,2% de acierto en el lanzamiento de 2 puntos y un 65’2% en tiros libres.
En julio de 2019 firma por el Coviran CB Granada para seguir jugando en Liga LEB Oro.
En junio de 2020, firmaría por el Legia Kosz.
El 1 de noviembre de 2024 fue contratado como refuerzo de Atenas de la Liga Nacional de Básquet de Argentina.

### Clubes
| Club               | País                 | Año             |
| ------------------ | -------------------- | --------------- |
| Kolossos Rodou BC  | Grecia               | 2016 - 2017     |
| Capitol            | Uruguay              | 2017            |
| SCM CSU Craiova    | Rumania              | 2017 - 2018     |
| IRT Tanger         | Marruecos            | 2018            |
| Ourense            | España               | 2018 - 2019     |
| Coviran CB Granada | España               | 2019 - 2020     |
| Legia Varsovia     | Polonia              | 2020 - 2021     |
| CSM Ploiești       | Rumania              | 2021 - 2022     |
| Imortal Albufeira  | Portugal             | 2022 - 2023     |
| Reales de La Vega  | República Dominicana | 2023            |
| Biguá              | Uruguay              | 2023            |
| VSA                | Georgia              | 2024            |
| San Antonio Gold   | Ecuador              | 2024            |
| Sayago             | Uruguay              | 2024            |
| Nacional           | Uruguay              | 2024            |
| Atenas             | Argentina            | 2024 - Presente |